# Lady Godiva (Collier)
Lady Godiva è un dipinto a olio su tela dell'artista inglese John Collier, realizzato nel 1897 nello stile della confraternita dei preraffaelliti. L'opera è conservata alla galleria d'arte e museo Herbert di Coventry.

## Storia
La modella che posò per il dipinto si chiamava Mabel "Mab" Paul ed era un'attrice del teatro del West End. Il dipinto venne lasciato in eredità alla corporazione di Hampstead dal riformista sociale Thomas Hancock Nunn dopo la sua morte nel 1937. Nel suo testamento egli precisò che se il dipinto fosse stato rifiutato da Hampstead allora sarebbe stato offerto alla città di Coventry.

## Descrizione

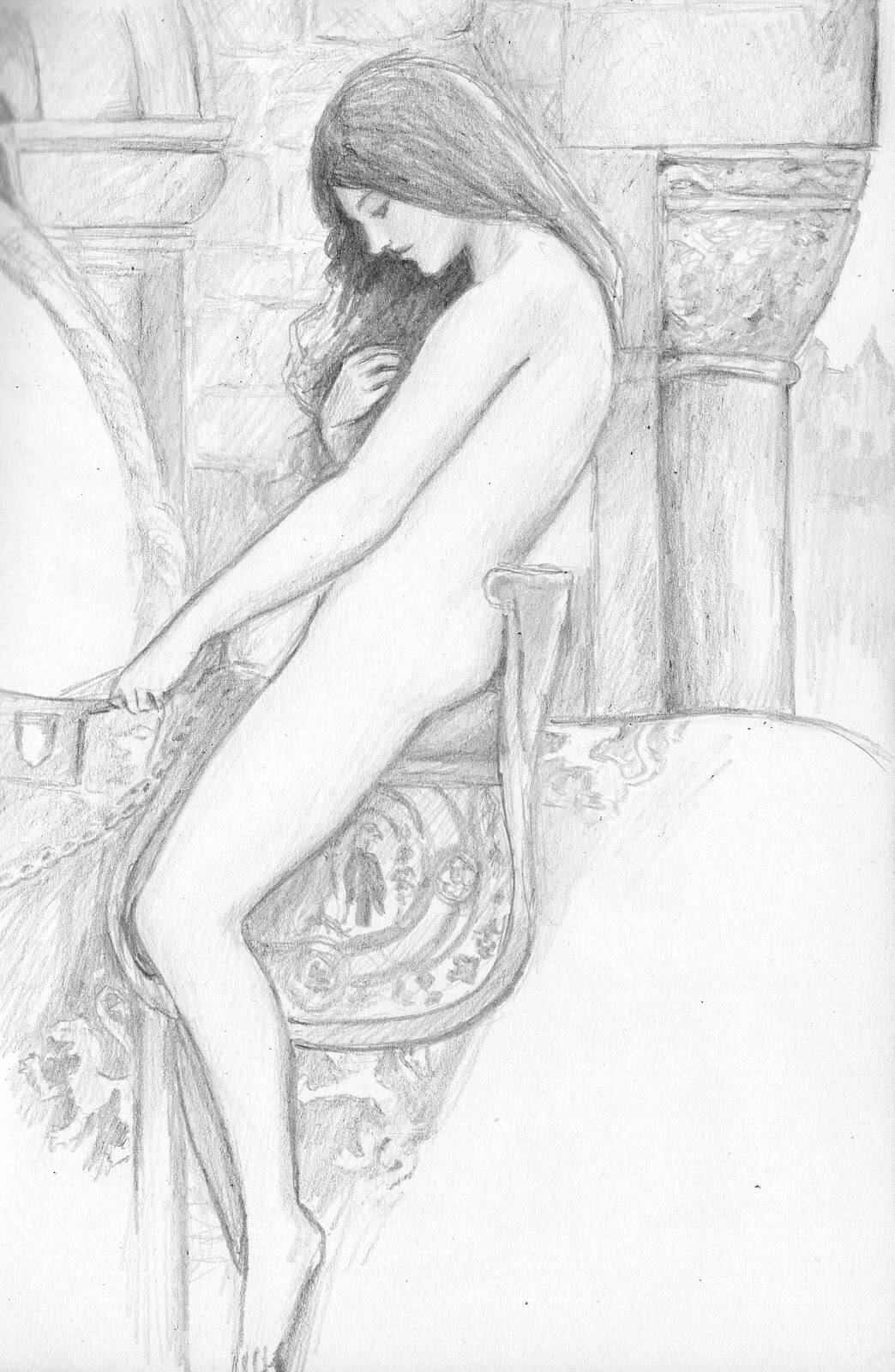
Un disegno basato sul soggetto principale dell'opera.

Il dipinto raffigura la celebre storia di Lady Godiva, che secondo la leggenda avrebbe cavalcato nuda per le strade di Coventry per convincere il marito Leofrico ad abbassare le tasse. La composizione del quadro, di aspetto abbastanza semplice, raffigura la giovane sopra un cavallo bianco maestoso (non è noto il vero colore dell'equino, pertanto si deduce che simboleggi la castità, la purezza e la virtù della donna). L'animale è adornato con delle vesti da passeggio e il filo d'oro si sposa con il ricamo del mantello.
Godiva è rappresentata come una donna bella e delicata, con certi tratti di idealizzazione nel canone delle proporzioni. I lunghi capelli castani dalle tonalità rossastre coprono le parti più delicate del suo corpo. Ella arrossisce e tiene la testa bassa per la vergogna del suo gesto (in alcuni schizzi preparatori il suo volto era rivolto verso lo spettatore), sebbene il suo corpo sembri riposato e le spalle rilassate, come se sapesse che nessuno la sta guardando. L'unico accessorio da lei indossato è la fede nuziale nella mano sinistra, la stessa con la quale tiene le redini. Il nudo ceruleo, molto legato al lavoro della confraternita preraffaellita ma anche alle correnti romantiche, raggiunge una sensazione piena di intimità e sensualità. 
Lo sfondo, nel quale predominando i colori tenui, è costituito da alcune case che seguono l'impostazione urbana feudale anglosassone. Si nota la porta di un monastero benedettino, la cui costruzione venne finanziata proprio da lei, assieme al marito, secondo le cronache dell'epoca. Nell'angolo in alto a destra, si apre una vista della città, un secondo sfondo che segue gli stessi colori tenui, dove Collier dipinse la prospettiva, la profondità e la sensazione dello spazio. Collier adoperò una sorta di prospettiva aerea, in quanto i contorni degli edifici in lontananza vanno sfumandosi. In tutto ciò, manca la figura di Tom il guardone (Peeping Tom), un sarto che secondo la leggenda avrebbe spiato Godiva e poi sarebbe rimasto cieco.